# Paroxyprora tenuicauda
Paroxyprora tenuicauda är en insektsart som beskrevs av Heinrich Hugo Karny 1907. Paroxyprora tenuicauda ingår i släktet Paroxyprora och familjen vårtbitare. Inga underarter finns listade i Catalogue of Life.